# Mussaurus
Mussaurus („Mausechse“) ist ein pflanzenfressender Dinosaurier aus der Gruppe der Sauropodomorpha, der in Südamerika während der Obertrias (Norium) lebte. Einzige Art ist Mussaurus patagonicus.

## Entdeckung
Mussaurus wurde 1979 in Südamerika entdeckt und noch im selben Jahr beschrieben. Grundlage der Beschreibung waren ein Gelege mit zwei Eiern und extrem kleine Jungtierskelette von etwa 25 bis 30 cm Länge. Einige mittelgroße Skelette leiten zu größeren, etwa drei Meter langen Exemplaren über, die als Plateosaurus sp. beschrieben wurden, sich von Plateosaurus jedoch durch eine andere Stellung des dritten Kreuzbeinwirbels sowie durch eine abweichende Größe und Form des vor den Augen liegenden Schädelfensters unterscheiden. 
Das Gewicht der Jungtiere wurde bislang auf etwa 1 kg geschätzt, was wahrscheinlich 0,2 bis 0,4 % des Gewichts ausgewachsener Tiere ist. Schätzungen in Zusammenhang mit einem neueren Fund legen für frisch geschlüpfte Tiere ein Gewicht von 70 g und für Erwachsene Exemplare bis zu 1500 kg nahe.

## Belege
1. ↑  Gregory S. Paul: The Princeton Field Guide To Dinosaurs. Princeton University Press, Princeton NJ u. a. 2010, ISBN 978-0-691-13720-9, S. 164, Online (Memento vom 13. Juli 2015 im Internet Archive).